# 좨주
좨주(祭酒)는 한국과 중국에 존재했던 옛 관직명이다. 진나라에서 처음 시작되었으며, 좨주(祭酒)라는 명칭은 옛날 여러 사람들이 일을 논의하기 위는 등의 일을 치르기 전에 하늘과 땅에 알리는 의식에서 유래했다.

## 한국
고려와 조선의 국자감, 성균감, 성균관에 둔 종3품의 관직으로, 이후 조선에서는 사성이라는 이름이 바뀌어 사용되었다.